# Agrotis lineolata
Agrotis lineolata là một loài bướm đêm trong họ Noctuidae.